# University of Ontario Institute of Technology
University of Ontario Institute of Technology (Politechnika Ontario, Uniwersytet Techniczny Ontario, dosłownie Uniwersytecki Instytut Techniczny Ontario) – kanadyjski uniwersytet publiczny w mieście Oshawa (na wschód od Toronto), w prowincji Ontario. 
Został otwarty w 2003 i jest najmłodszym uniwersytetem w Kanadzie. W 2019 kształciło się na nim około 10 tys. studentów (w tym ponad 9 tys. na poziomie licencjackim).